# Опрішешть (Бакеу)
Опрішешть, Опрішешті (рум. Oprișești) — село у повіті Бакеу в Румунії. Входить до складу комуни Рекітоаса.
Село розташоване на відстані 238 км на північний схід від Бухареста, 40 км на південний схід від Бакеу, 87 км на південь від Ясс, 117 км на північний захід від Галаца.

## Населення
За даними перепису населення 2002 року у селі проживали 317 осіб, усі — румуни. Усі жителі села рідною мовою назвали румунську.